# Fosbury-flopp
Fosbury-flopp är en höjdhoppsteknik som först användes av den amerikanske höjdhopparen Richard Fosbury. Den revolutionerande flopp-tekniken utvecklades i början av 1960-talet och möjliggjorde höjder som inte nåtts med de tidigare teknikerna dyka och saxa.  
Innan de tjocka landningsmattorna fanns hade det varit nödvändigt för höjdhopparen att landa på fötterna för att inte skada sig. Med hjälp av den nya mjuka landningen kunde Fosbury utveckla sin "huvudet först-teknik" som bland annat innebar att han, till skillnad från de som tillämpade de andra teknikerna, landade på skulderbladen eller ryggen. Floppen rönte snabbt stora framgångar och Fosbury fick en plats i den olympiska truppen vilket resulterade i en guldmedalj i Olympiska sommarspelen 1968.
Trots att Fosbury inte lyckades slå världsrekord i höjdhopp under 1968 års olympiad eller ens lyckades kvala in till nästa olympiad i München 1972 så ledde den nya höjdhoppstekniken utvecklingen framåt. Idag används Fosbury-floppen närmast uteslutande av elitidrottande höjdhoppare.
Även den kanadensiska höjdhopperskan Debbie Brill använde denna stil som då kallades "Brill bend", när hon 15 år gammal (1968) tävlade i Stockholm, och senare vid Olympiska sommarspelen 1972.

## Teknik

### Ansats
Ansatsen i Fosbury-floppen utmärks av höjdhopparens sista fyra till fem steg som beskriver en kurva. Kurvan möjliggör för höjdhopparen att luta sig från ribban och sänka tyngdpunkten. Detta ackumulerar mer tid att bygga upp större kraft redan innan höjdhopparen skjuter ifrån. Hopparens fart avgör kurvans radie, ju snabbare ansats desto vidare bör kurvan vara. 

### Upphopp
Med hjälp av accelerationskurvan närmar sig höjdhopparen ribban frånlutad. Kraften som uppstår frigörs när höjdhopparen snabbt skiftar sin kroppsvinkel in mot ribban och samtidigt trycker skjuter ifrån med hoppbenet. Det skapar en rotation som hjälper till i att skapa höjd över ribban. Hopparen har i hoppögonblicket sidan av kroppen mot ribban och hoppets riktning. När hopparen påbörjar sin utsträckning roterar denne sin kropp i tills ryggen är vänd mot ribban. 

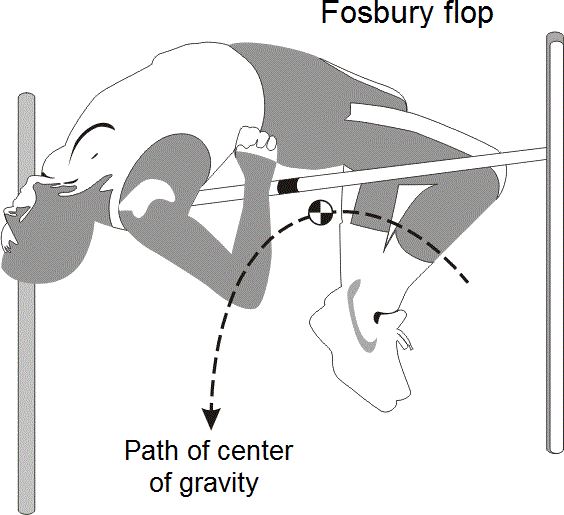
Tyngdpunkten kan med hjälp av kurvaturen i passagen ligga upp till 20 cm under ribban.

### Ribbpassage
Vanligtvis passerar armen närmast ribban först, därefter huvud, rygg och höjdhopparens ben i en båge. Richard Fosbury själv höll båda armarna längs med kroppen. Tanken är att hålla så låg kroppslig tyngdpunkt som möjligt genom hela luftfärden och progressivt få kroppen att passera över ribban tills hela kroppen passerat. Det är därför det är viktigt för hopparen att flexa axlar, rygg och ben i en kurvatur över ribban. Genom att kroppen passerar ribban i en båge kan tyngdpunkten vara så mycket som 20 cm under ribban under hoppets progression.
Ribbpassagen skiljer sig, precis som ansatsen efter höjdhopparens förmågor. Svenska höjdhopparen Stefan Holm skiljde sig exempelvis från Fosbury i sin ribbpassage. Holm hade en kraftigare båge över ribban med bakåtböjt huvud och därmed också en lägre tyngdpunkt än Fosbury.